# Thomas Stamford Raffles
Sir Thomas Stamford Raffles (Port Morant, 6 luglio 1781 – Londra, 5 luglio 1826) è stato un politico e militare britannico, nonché amministratore coloniale, ricordato soprattutto come il fondatore della città di Singapore, nel 1819.
Fu Segretario Generale della Compagnia britannica delle Indie orientali e promosse la conquista di Giava nella guerra anglo-olandese per Giava del 1811.
Nel corso del suo lunghissimo soggiorno in Asia, Raffles sviluppò un genuino interesse per la flora e la fauna locali e, quando il contrasto territoriale con gli olandesi di Batavia venne risolto con il trattato del 1824, egli profittò del suo ultimo viaggio a Londra per fondare la Società zoologica di Londra e lo Zoo di Londra.
Di lì a poco, nel 1826, morì a Londra, un giorno prima del suo quarantacinquesimo compleanno.